# Смирнов, Александр Алексеевич (богослов)
Алекса́ндр Алексе́евич Смирно́в (1839 — 2 января 1906) — русский протоиерей.

## Биография
Образование получил в Московской духовной академии.

## Главные труды Смирнова Александра Алексеевича
- «Об ессеях в отношении к христианству» («Прибавл. к творен. св. отцов», 1871; магист. диссерт.),
- «Блаженный Иероним Стридонский, как историк и полемист» («Православное Обозрение», 1871, июнь и июль),
- «Св. Игнатий Богоносец, епископ антиохийский и семь его посланий» (ib., 1881, февраль и март),
- «Детство, отрочество, юность, годы ученья и учительства в Троицкой лаврской семинарии митроп. Филарета» (М., 1893),
- «Петербургский период жизни митроп. Филарета» (М., 1894),
- «Филарет, архиепископ тверской, ярославский и московский, 1819—1826» (М., 1896).